# Corregidor

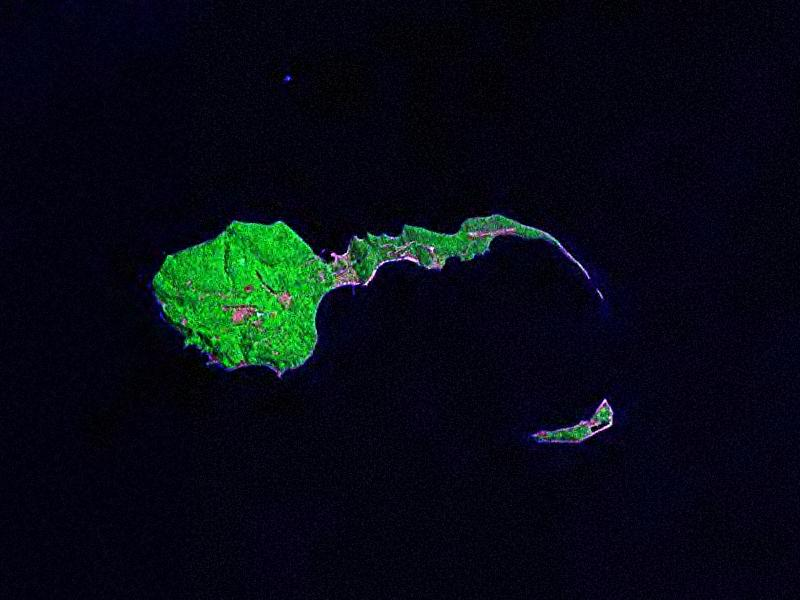
Corregidor met Caballo - Landsat satelliet foto uit 2000

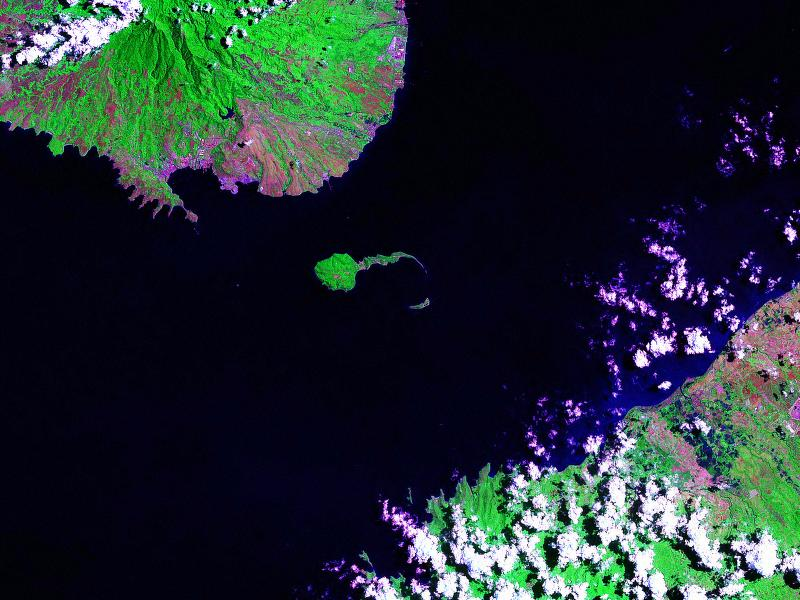
Corregidor met Caballo in de ingang van de Baai van Manilla

Corregidor is een Filipijns eiland in de baai van Manilla.
Vanwege de vele fortificaties en het rotsachtige landschap wordt het eiland ook The Rock (de rots) genoemd.

## Geschiedenis
In 1570 kwam het eiland in Spaanse handen. Miguel López de Legazpi en zijn troepen arriveerden dat jaar in de baai van Manilla. Legazpi had toestemming van de Spaanse troon om van Manilla de hoofdstad van de Filipijnen te maken. Corregidor werd gebruikt als uitvalsbasis voor de vloot van Legazpi. Onder het Spaanse bewind werd het eiland gebruikt ter bescherming van de baai, als gevangenis en door de douane. 
In 1885 werd het eiland opgenomen in de Spaanse defensieplannen van generaal Cerero, maar dit werd niet gevolgd door werkzaamheden. Pas jaren later, toen de Spaans-Amerikaanse Oorlog was uitgebroken, werden oude scheepskanonnen met een groot kaliber op het eiland geplaatst. In de nacht van 30 april op 1 mei in 1898 voer een vloot van Amerikaanse oorlogsschepen onder leiding van commodore George Dewey ten zuiden van het eiland de baai in. De vloot negeerde het eiland en voer naar Cavite waar de vloot van admiraal Montojo werd vernietigd. De slag in de Baai van Manilla duurde enkele dagen en op 4 mei werd na een korte strijd het eiland ingenomen en kwam een einde aan ruim drie eeuwen Spaanse aanwezigheid op Corregidor.
Na de Spaans-Amerikaanse Oorlog deed een Amerikaanse adviescommissie, onder leiding van William Howard Taft, de aanbeveling de havens in Amerika en overzeese gebiedsdelen, waaronder de Filipijnen, beter te beschermen door de bouw van forten bewapend met zwaar kaliber geschut. Corregidor (Fort Mills) werd opgenomen in de beschermingslinie voor de havens van Manilla en Subicbaai. Verder werden er forten gebouwd op de eilanden El Fraile (Fort Drum), Caballo (Fort Hughes) en Carabao (Fort Frank) allemaal gelegen in de toegang tot de baai van Manilla.
Corregidor speelde een belangrijke rol bij de verdediging tegen de Japanners tijdens het begin van de Tweede Wereldoorlog. Tijdens de Slag om de Filipijnen gebruikte generaal Douglas MacArthur het eiland tot 11 maart 1942 als locatie van het geallieerde hoofdkwartier vanwege de strategische ligging en het rotsachtige landschap. Op 6 mei van dat jaar waren de Amerikaanse en Filipijnse troepen gedwongen zich over te geven aan de Japanners na de Slag om Corregidor.
Tegenwoordig is het eiland een historisch monument en een veelbezochte toeristische bezienswaardigheid. Vele reisbureaus bieden tripjes aan naar de militaire installaties uit de Tweede Wereldoorlog die nog steeds aanwezig zijn op Corregidor.

## Geografie

### Topografie

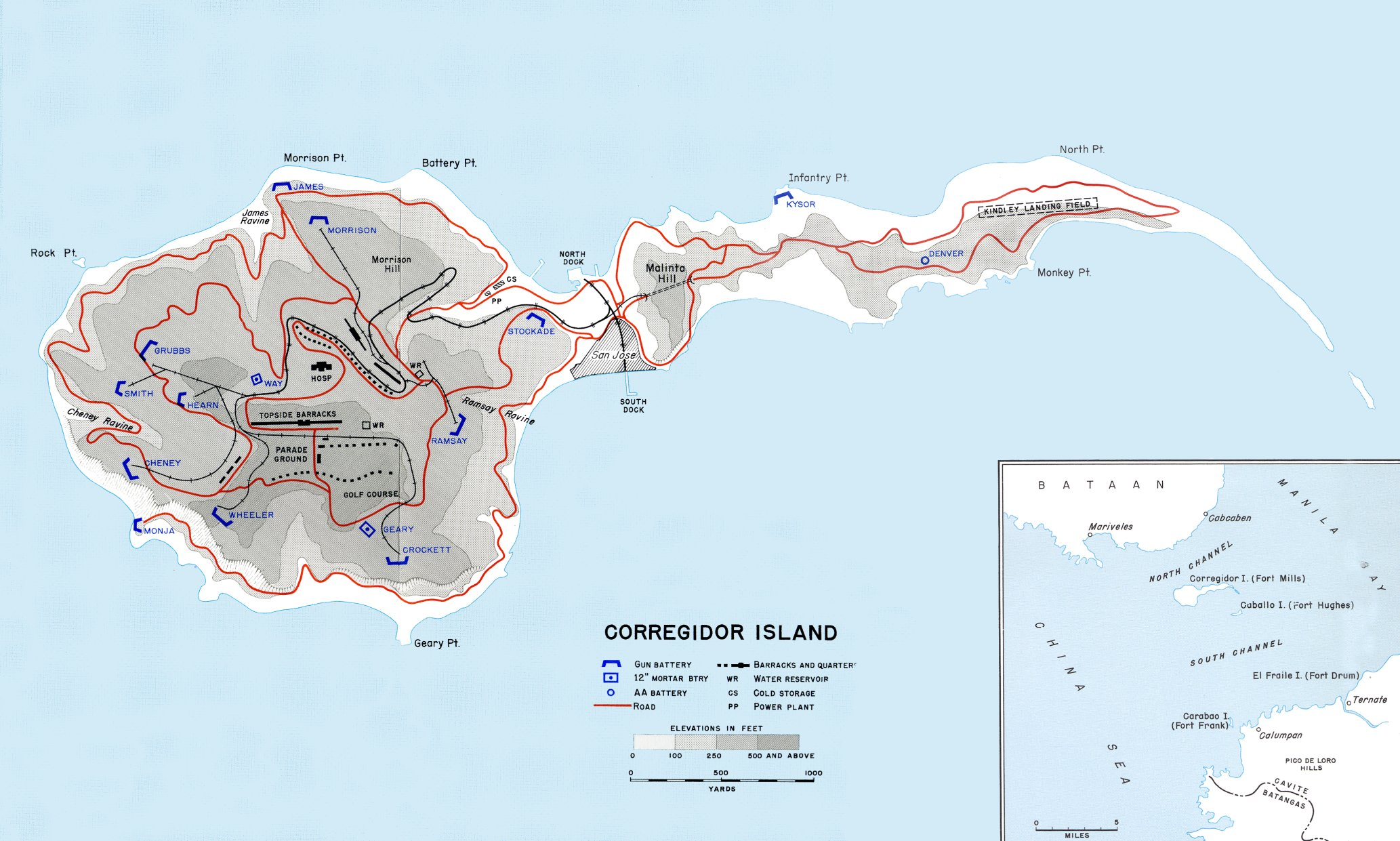
Kaart van Corregidor

Het eiland ligt ongeveer 48 kilometer ten westen van Manilla op een strategische locatie aan de ingang van de Baai van Manilla. Het ligt op ongeveer 4 kilometer ten zuiden van Bataan. Het eiland heeft de vorm van een kikkervisje, met de staart naar het oosten toe, en een oppervlakte van 9 km². Het eiland is ongeveer 6 kilometer lang en maximaal 2 kilometer breed. Het hoogste punt ligt 180 meter boven de zeespiegel.

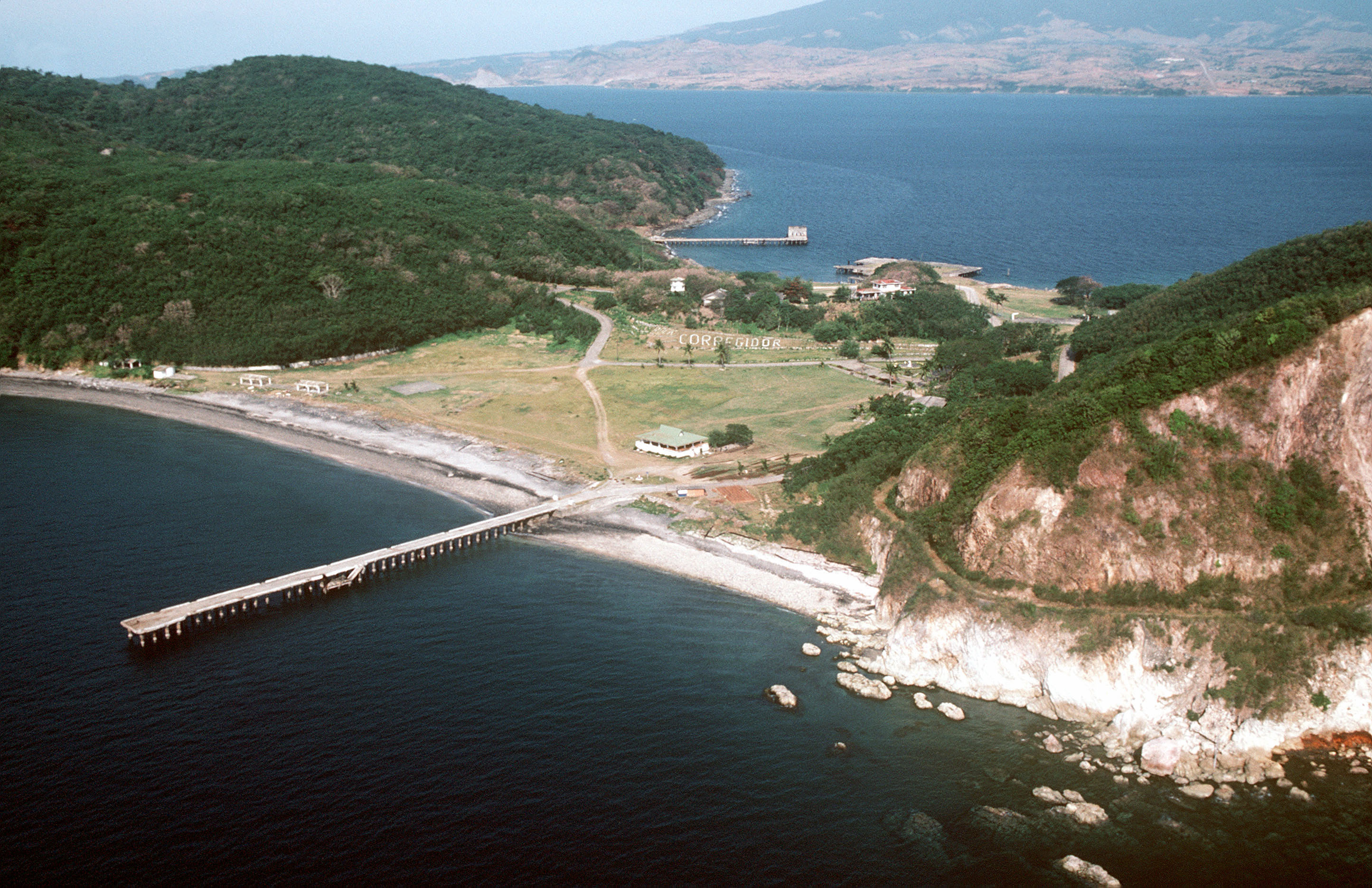
Bottomside in 1982

Het eiland wordt verdeeld in vier regio’s. Van west naar oost gezien ligt in het uiterste westen Topside. Dit is het grootste en hoogste deel van het eiland. Ten oosten hiervan ligt Middleside gevolgd door Bottomside. Bottemside is het laagste deel van het eiland en verbindt de kop van het eiland met de staart. Hier liggen aan de noord- en zuidkust stranden en er zijn bescheiden pieren aangelegd voor de kleine scheepvaart. Het meest oostelijke deel van het eiland staat bekend als Tailside. Hier ligt nog een klein vliegveld met een korte baan. 
Op ongeveer twee kilometer ten zuiden van het eiland ligt het kleinere eiland Caballo.

### Bestuurlijke indeling
Het eiland hoort bestuurlijk gezien tot de Filipijnse provincie Cavite en valt onder direct bestuur van de stad Cavite City.

## Bezienswaardigheden
Het eiland trekt nog veel bezoekers en veteranen. Reisbureaus bieden dagreizen aan om de overgebleven militaire installaties en gebouwen te bezoeken en ook de vele gedenktekens.
- Het Pacific War Memorial staat op het hoogste deel van het eiland op Topside. De Amerikaanse regering liet het in 1968 bouwen om de omgekomen Filipijnse en Amerikaanse militairen van de Tweede Wereldoorlog te herdenken.
- De Malinta Tunnel was het laatste bolwerk van de Amerikaanse troepen in 1942. Het Japanse leger lag voor de ingang ten oosten van de tunnel en beschoot de ingang. De tunnel verbond Bottomside met Topside en werd gebruikt als militair hospitaal, voor de opslag van materiaal en als bomvrije ruimte voor de manschappen.
- Het Filipino Heroes Memorial staat op Tailside.  In dit gebouw worden in 15 grote tekeningen de heroïsche daden van de Filipijnse leger vanaf de 15e eeuw weergegeven. Het complex werd op 28 augustus 1992 geopend door de Filipijnse president Fidel Ramos.
- In de Japanese Garden of Peace worden de Japanse militairen herdacht die op het eiland tijdens de oorlog zijn opgekomen.

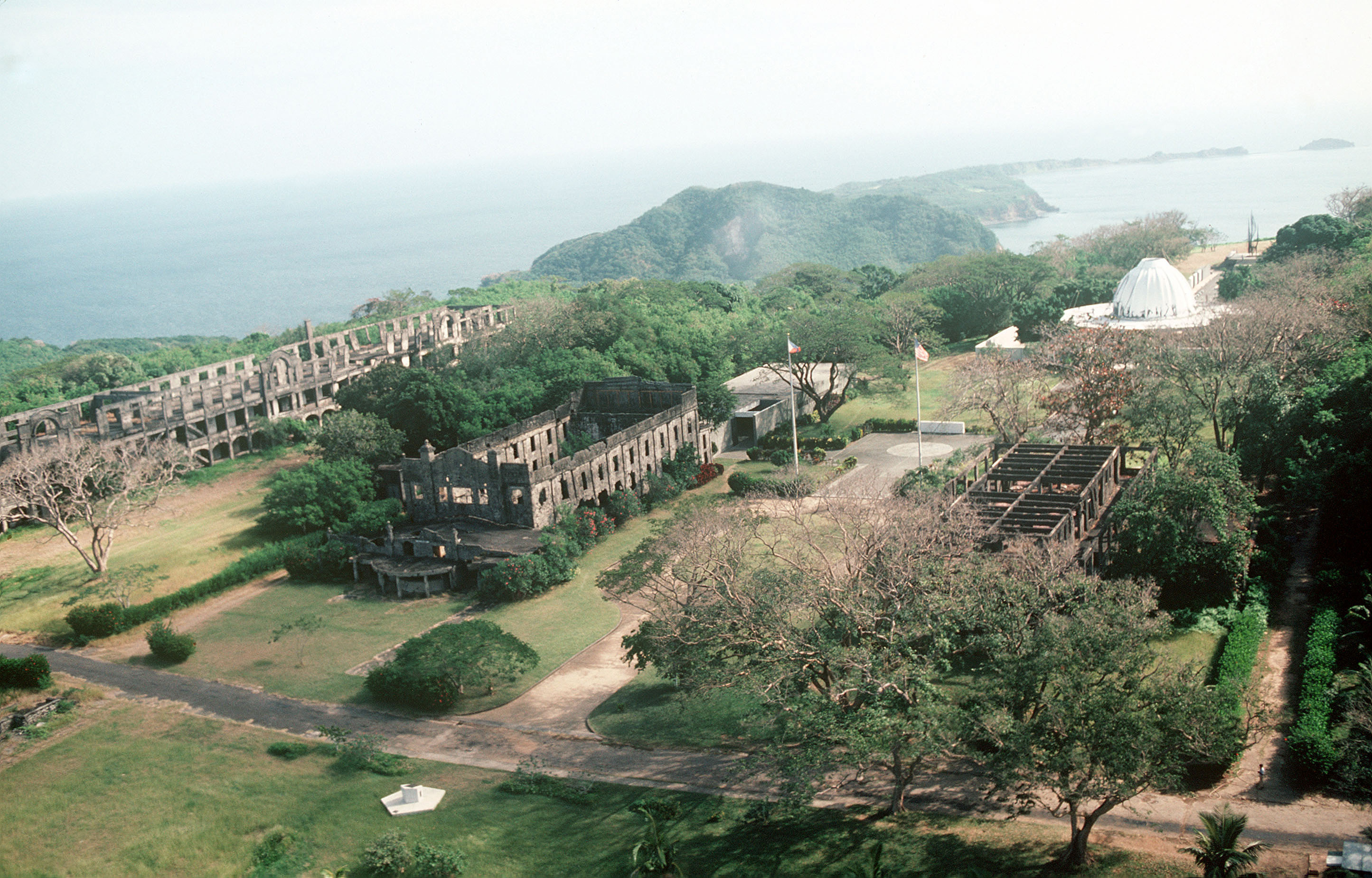
Restanten Amerikaanse barakken op Topside, op de achtergrond Tailside
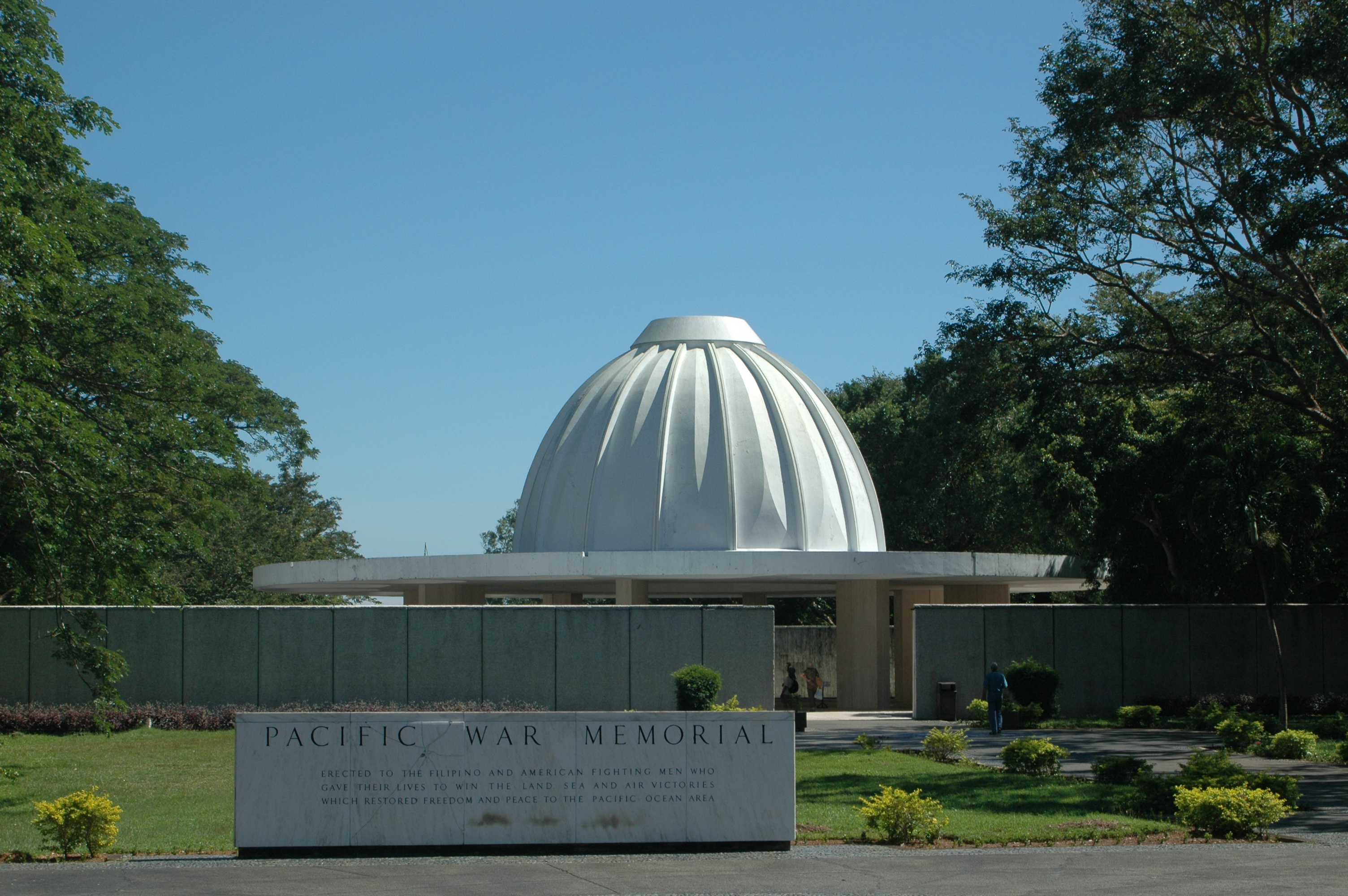
Pacific War Memorial
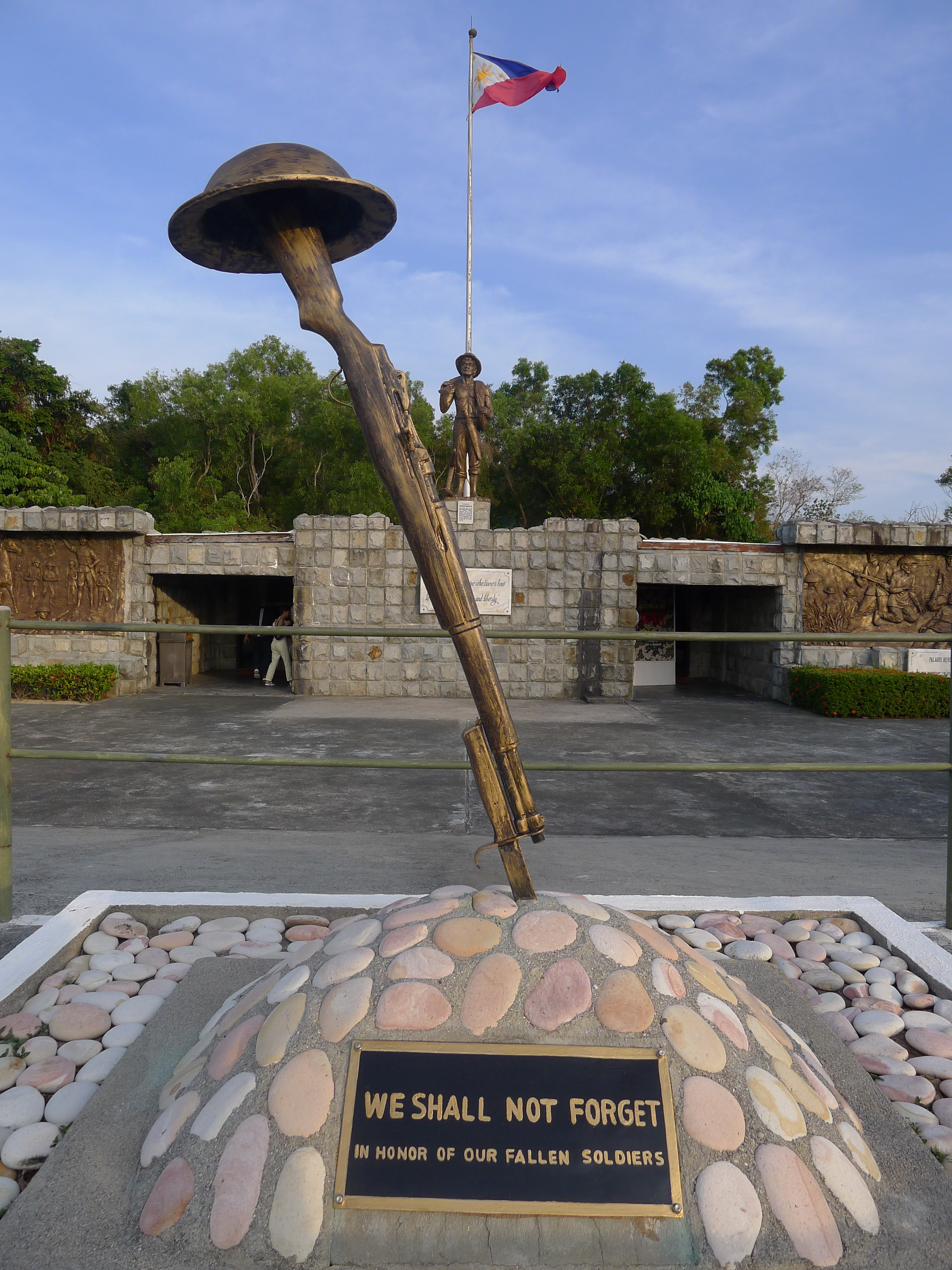
Filipijns oorlogsmonument
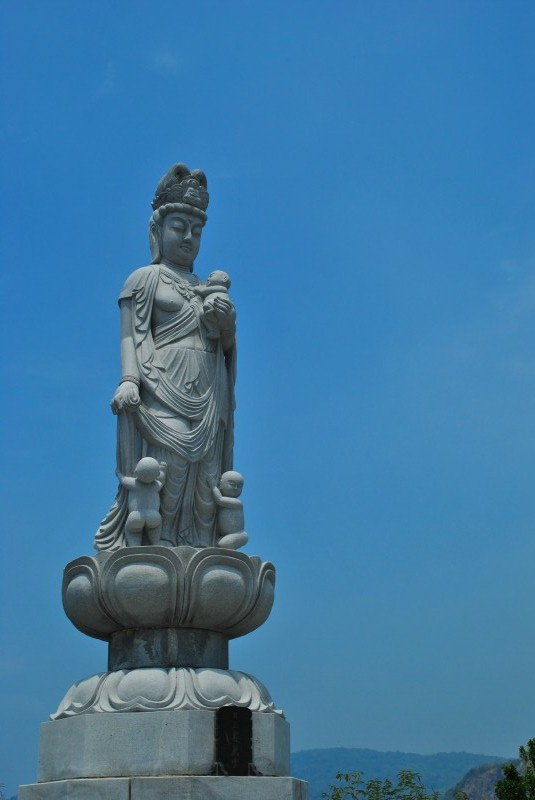
Boeddhabeeld in de Japanse tuin van de vrede